# Kepler-37b
Kepler-37b este o planetă extrasolară (exoplanetă) care orbitează steaua Kepler-37, situată în constelația Lira.  Începând cu luna februarie 2013, este cea mai mică planetă extrasolară descoperită în jurul unei stele din secvența principală, având masa și raza puțin mai mare decât satelitul natural al Pământului, Luna.

## Descoperirea planetei
Kepler-37 b, ca și alte două planete, Kepler-37c⁠(en)[traduceți] și Kepler-37d⁠(en)[traduceți], a fost descoperit în jurul stelei Kepler-37 de telescopul spațial Kepler, care observă tranziturile astronomice.  Pentru obținerea taliei exacte, astronomii au trebuit să o compare cu cea a stelei sale cu ajutorul asteroseismologiei⁠(en)[traduceți], iar Kepler-37 este cea mai mică stea studiată cu acest procedeu. Aceste studii au permis să se obțină talia planetei cu „o precizie extremă”. Acum este cea mai mică planetă descoperită în afara Sistemului nostru Solar.  Descoperirea unei planete cum este Kepler-37b l-a condus pe Jack Lissauer, un expert al Ames Research Center⁠(en)[traduceți] de la NASA, să spună că „astfel de mici planete sunt obișnuite”.

## Caracteristici fizice

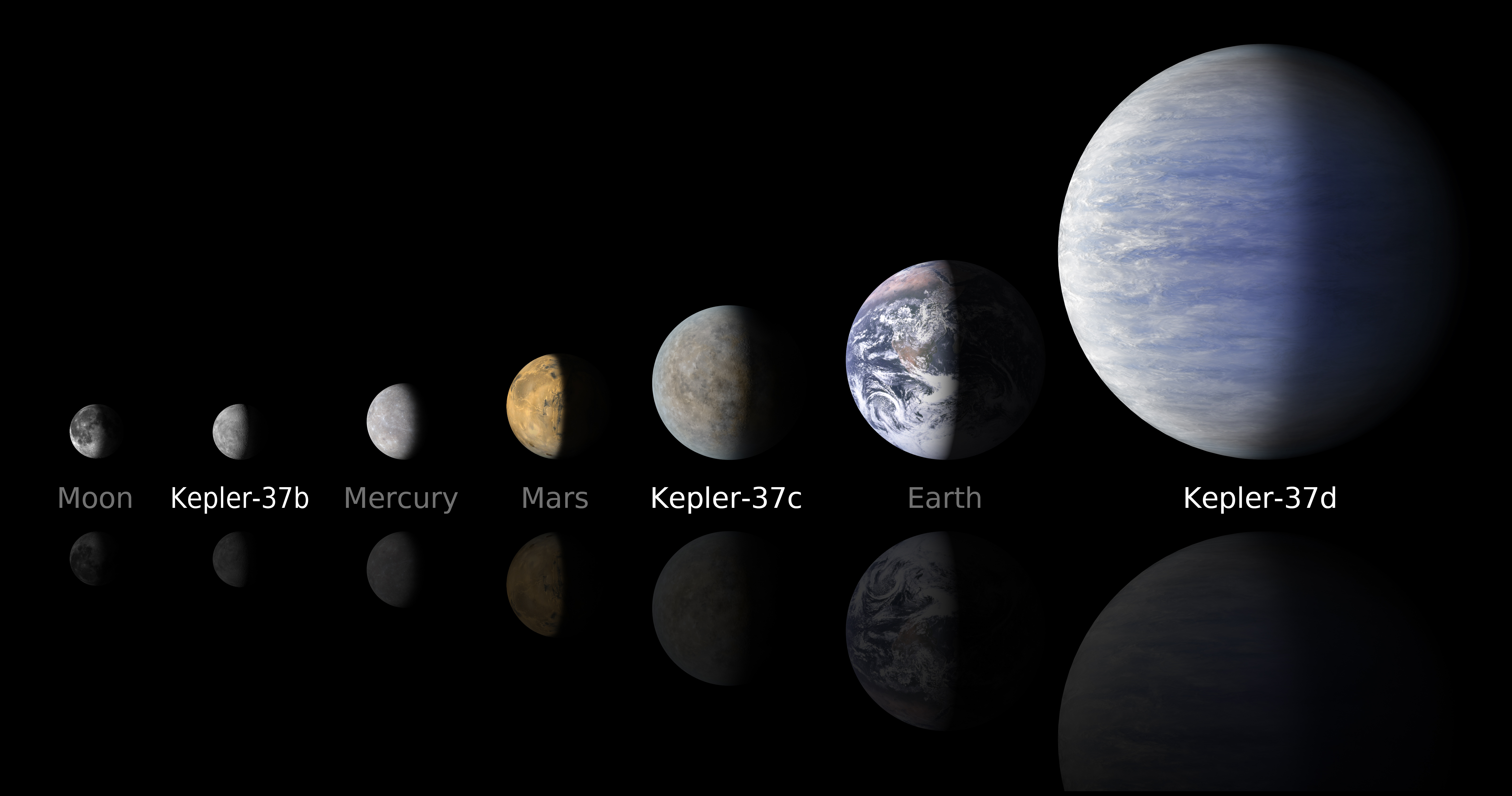
Comparaţie a exoplanetelor din sistemul planetar al stelei Kepler-37 cu câțiva aștri telurici din Sistemul nostru Solar: Kepler-37b este al doilea din stânga.

Planeta, situată la circa 215 ani-lumină de Terra, este ușor mai mare  decât Luna, având un diametru de circa 3.900 de kilometri. NASA consideră foarte probabil că planeta nu are atmosferă și că nu reunește condițiile necesare vieții. De altfel, este fără îndoială constituită din roci.  Din cauza micii distanțe care o separă de stea, oamenii de știință estimează că temperatura medie a acestei planete este de circa 700 K (vreo 425°C).

## Caracteristici orbitale
Kepler-37 b este planeta cea mai apropiată de steaua sa, cu o perioadă orbitală de circa 13 zile. Cele două planete exterioare ale sistemului planetar au perioade orbitale în raporturi de 8:5 (21 de zile) și 3:1 (40 de zile) cu cea a planetei Kepler-37b.